# Henry Mainwaring
Henry Mainwaring (Ightfield, Shropshire, ca. 1587 – 1653) foi um advogado, militar, marinheiro, político, pirata e escritor inglês que foi membro da Câmara dos Comuns entre 161 e 1622. Durante a Guerra Civil Inglesa, foi um apoiante do partido dos Cavaliers (monárquicos).
O seu apelido é por vezes grafado como Manwaring ou Maynwaringe.

## Biografia

### Juventude
Henry Mainwaring nasceu em Ightfield, uma aldeia do condado de Shropshire, no oeste de Inglaterra. Foi o segundo filho de Sir George Mainwaring e da sua mulher Ann, filha de Sir William More de Loseley Park, vice-almirante do Sussex. Frequentou o Brasenose College da Universidade de Oxford, onde obteve o Bachelor of Arts em Direito em 1602, quando tinha 15 anos.
Depois da universidade, foi advogado estagiário, tendo sido admitido como estudante no Inner Temple de Londres em 1604, soldado (possivelmente nos Países Baixos), marinheiro e escritor (foi pupilo de John Davies de Hereford), antes de se ter tornado pirata.

### De perseguidor de piratas a pirata
Em 1610, com 24 anos de idade, o Almirantado confiou a Mainwaring a missão de capturar o famoso pirata da Terra Nova Peter Easton, que na altura se receava que vagueasse no Canal de Bristol. A missão falhou.
Foi-lhe depois dado o comando do navio Resistance, de 160 toneladas, que apesar de pequeno, era muito rápido e bem equipado de armas e homens, com cartas de marca para saquear navios espanhóis nas Índias Ocidentais. Ao chegar ao estreito de Gibraltar, Mainwaring anunciou à sua tripulação a intenção de combater os espanhóis onde quer que os encontrasse. O jovem pirata instalou então a sua base em Mamora (atual Mehdia), na costa noroeste de Marrocos.
Baseado em Mamora, rapidamente juntou uma grande frota de navios capturados.  Em 1614 navegou com a sua frota para a Terra Nova, dizendo que a região era a melhor para recrutar tripulações piratas e reaprovisionar os seus navios. Mainwaring instalou a sua base na antiga base de Easton em Harbour Grace e a partir daí lançou raides para assaltar navios espanhóis, portugueses e franceses. A 4 de junho de 1614, ao largo da costa da Terra Nova, comandando oito navios pirata, Mainwaring pilhou a frota de pesca de bacalhau, roubando provisões e forçando carpinteiros e e um em cada seis marinheiros a juntarem-se a ele. Também houve 400 homens que se juntaram a ele de livre vontade. Dirigindo-se à costa de Espanha, Mainwaring capturou um navio português e roubou a sua carga de vinho. Mais tarde assaltou um navio francês ao qual roubou 10 000 peixes secos.
Enquanto Mainwaring se encontrava ausente, uma frota espanhola conquistou Mamora em agosto de 1614. As relações de Mainwaring com os mouros locais eram tão boas que ele conseguiu assegurar a libertação dos seus prisioneiros ingleses. O temor inspirado pela frota pirata de Mainwaring levou os espanhóis a oferecerem-lhe perdão e um alto comando em troca de passar a servir sob a bandeira de Espanha.

### Perdão e serviço na Marinha Real Britânica
Quando as suas atividades de pirataria quase romperam a paz ténue entre Inglaterra, Espanha e Portugal, o rei Jaime VI da Escócia e I de Inglaterra ameaçou enviar uma frota perseguir Mainwaring. Foi julgado pelo Supremo Tribunal do Almirantado em 1615 pelo seu ataque a um navio inglês na Terra Nova, mas o rei ofereceu-lhe perdão na condição dele abdicar da pirataria. Aceitou o perdão real, que foi concedido em 1616. Segundo algumas fontes o perdão real terias sido concedido por ter salvo uma frota mercante da Terra Nova que tinha sido apresada por piratas perto de Gibraltar, um feito que outros autores colocam depois do perdão.
Em 1618 Mainwaring publicou um livro sobre pirataria — Discourse of Pirates, on the suppression of piracy ("Discurso de Piratas, sobre a supressão da pirataria" — que dedicou a Jaime I e cujo manuscrito se encontra no Museu Britânico. Nesse livro explica o que leva um homem desesperado a virar-se para a pirataria. Também aconselha o rei contra a concessão de perdões a piratas. Pouco depois o rei envia Mainwaring como seu representante junto da da República de Veneza, o que provocou um protesto do embaixador espanhol.
Henry Mainwaring foi armado cavaleiro a 20 de março de 1618 em Woking e foi admitido na Marinha Real e nomeado vice-guardião dos Cinque Ports e tenente de Dover. Em 1621 foi eleito membro do parlamento por Dover. Antes de deixar a marinha em 1639, chegou a vice-almirante. Durante a Guerra Civil Inglesa (1642–1649) foi apoiante da causa do rei, o que levou a que fosse demitido da sua posição na Trinity House. Apesar disso, o seu Seaman’s dictionary ("Dicionário do marinheiro") foi publicado em 1644 por ordem do parlamento.
Em 1646 acompanhou o príncipe Carlos no seu exílio em Jersey, onde viveu na miséria. Algumas fontes falam num exílio em França e que aí teria morrido. Foi enterrado numa sepultura sem lápide na igreja de Santo Egídio (Saint Giles), em Camberwell, Londres.